# Galeottia colombiana
Galeottia colombiana là một loài thực vật có hoa trong họ Lan. Loài này được (Garay) Dressler & Christenson mô tả khoa học đầu tiên năm 1988.